# 7065 Fredschaaf
7065 Fredschaaf eller 1992 PU2 är en asteroid i huvudbältet som upptäcktes den 2 augusti 1992 av den amerikanske astronomen Henry E. Holt vid Palomarobservatoriet. Den är uppkallad efter Fred Schaaf .
Asteroiden har en diameter på ungefär 16 kilometer.